# Șpîlciîna, Peremîșleanî
Șpîlciîna (în ucraineană Шпильчина) este un sat în orașul raional Bibrka din raionul Peremîșleanî, regiunea Liov, Ucraina.

## Demografie
Componența lingvistică a localității Șpîlciîna
     Ucraineană (99,25%)
     Alte limbi (0,19%)
Conform recensământului din 2001, majoritatea populației localității Șpîlciîna era vorbitoare de ucraineană (99,25%), existând în minoritate și vorbitori de alte limbi.